# Theorie des überlegten Handelns
Die Theorie des überlegten Handelns, auch Theorie des vernünftigen Handelns oder Theory of Reasoned Action ist eine sozialpsychologische Theorie zur Vorhersage von menschlichen Handlungen. Neben der sozialen Umwelt beeinflussen nach der Theorie Einstellungen zu den Folgen der betrachten Handlungen, ob die Individuen die Handlungen auszuführen. Das Modell wurde 1975/1980 von Martin Fishbein und Icek Ajzen entwickelt. Ajzen selbst nahm eine Revision und Erweiterung vor, die er Theorie des geplanten Verhaltens (Theory of Planned Behavior) nannte. In diesem Kontext wird auch vereinfachend vom Fishbein-Modell, Einstellungsmodell von Fishbein oder Modell von Ajzen/Fishbein gesprochen.

## Überblick
Zielgröße des Modells ist das Verhalten. Es wird davon ausgegangen, dass das tatsächliche Verhalten einer Person von ihrer Verhaltensabsicht bestimmt wird. Die Verhaltensabsicht, so das Modell, resultiert wiederum einerseits aus der persönlichen Einstellung zum betrachteten Verhalten, andererseits aus subjektiven Normen, die eine Person wahrnimmt. Subjektive Normen sind die Summe aus subjektiven sozialen und normativen Annahmen und Absichten, welche auf die Handlungsabsichten wirken.
Die Einstellung zum Verhalten ergibt sich dabei aus der Annahme über das Ergebnis des Verhaltens und der Bewertung des Ergebnisses, ähnlich wie beim motivationspsychologischen Erwartung-mal-Wert-Modell. Die wahrgenommenen subjektiven Normen wiederum sind das Produkt der Annahme des Konsumenten in Bezug auf die soziale Erwünschtheit des betrachteten Verhaltens und der Motivation, den sozialen Anforderungen zu entsprechen (konformistisches Verhalten).
Wichtig ist dabei zudem, dass die Verhaltensabsicht bei weitem nicht zwingend zu Verhalten führt. Die Theorie des überlegten Handelns fand aufgrund ihrer Einfachheit vielfache Anwendung, ihre kausalen Zusammenhänge wurden empirisch überprüft und werden als grundsätzlich bestätigt angesehen. Dennoch gilt als Schwäche der Theorie, dass sie Kovariablen sowie die affektiv-kognitive Sicht von Personen nur unzureichend betrachten würde, weshalb impulsive oder emotionale Handlungen sowie unbewusste oder habitualisierte Handlungen nicht ausreichend erklärt werden können. Gerade auch Situationen, in denen Individuen nicht über eine komplette Entscheidungsfreiheit verfügen, wie beispielsweise Arbeitssituationen, können mit dem Modell nicht erklärt werden.

## Das Fishbein-Modell
Untersucht wird der Nutzen von verschiedenen Alternativen. Soll ein Produkt bewertet werden, so muss man seine Merkmale herausstellen. Der Nutzen eines Produktes für den Konsumenten wird durch die Einschätzung und Gewichtung der Eigenschaften des Produktes ermittelt. Die einfachste Möglichkeit ist es, die Einschätzungen und Gewichtungen durch den Konsumenten zu multiplizieren und die Teilwerte zu einem Gesamtnutzenwert zu addieren.
Die Formel lautet:
{\displaystyle E_{ij}=\sum _{k=1}^{n}B_{ijk}\cdot a_{ijk}}
- {\displaystyle n} – Anzahl der zu bewertenden Eigenschaften
- {\displaystyle E_{ij}} – Einstellung von Person i zu Produkt j
- {\displaystyle B_{ijk}} – von Person i wahrgenommene Wahrscheinlichkeit der Existenz der Eigenschaft k bei Produkt j
- {\displaystyle a_{ijk}} – Bewertung eben jener Eigenschaft k von Produkt j durch Person i

Das Produkt mit dem höchsten Nutzenwert besitzt beim Konsumenten die höchste Kaufwahrscheinlichkeit. Das heißt, dass das Produkt nicht unbedingt gekauft wird. Dies hängt von der Situation des Konsumenten ab. Es ist aber am wahrscheinlichsten, dass er es kaufen wird.

## Anwendungen
Die Theorie wird in den Wirtschaftswissenschaften beispielsweise in der empirischen Marketingforschung angewendet oder auch in der Technologieakzeptanzforschung.